# Sărățeni (Ialomița)
Sărățeni is een Roemeense gemeente in het district Ialomița.
Sărățeni telt 1279 inwoners.